# Língua guarani antiga
O guarani antigo foi uma língua indígena do sul da América do Sul. Era falada até o século XIX pelos povos da etnia guarani, tendo sido dicionarizada pelo padre jesuíta Antonio Ruiz de Montoya em sua clássica obra Tesoro de la Lengua Guaraní, de 1640. Deu origem à atual língua guarani.

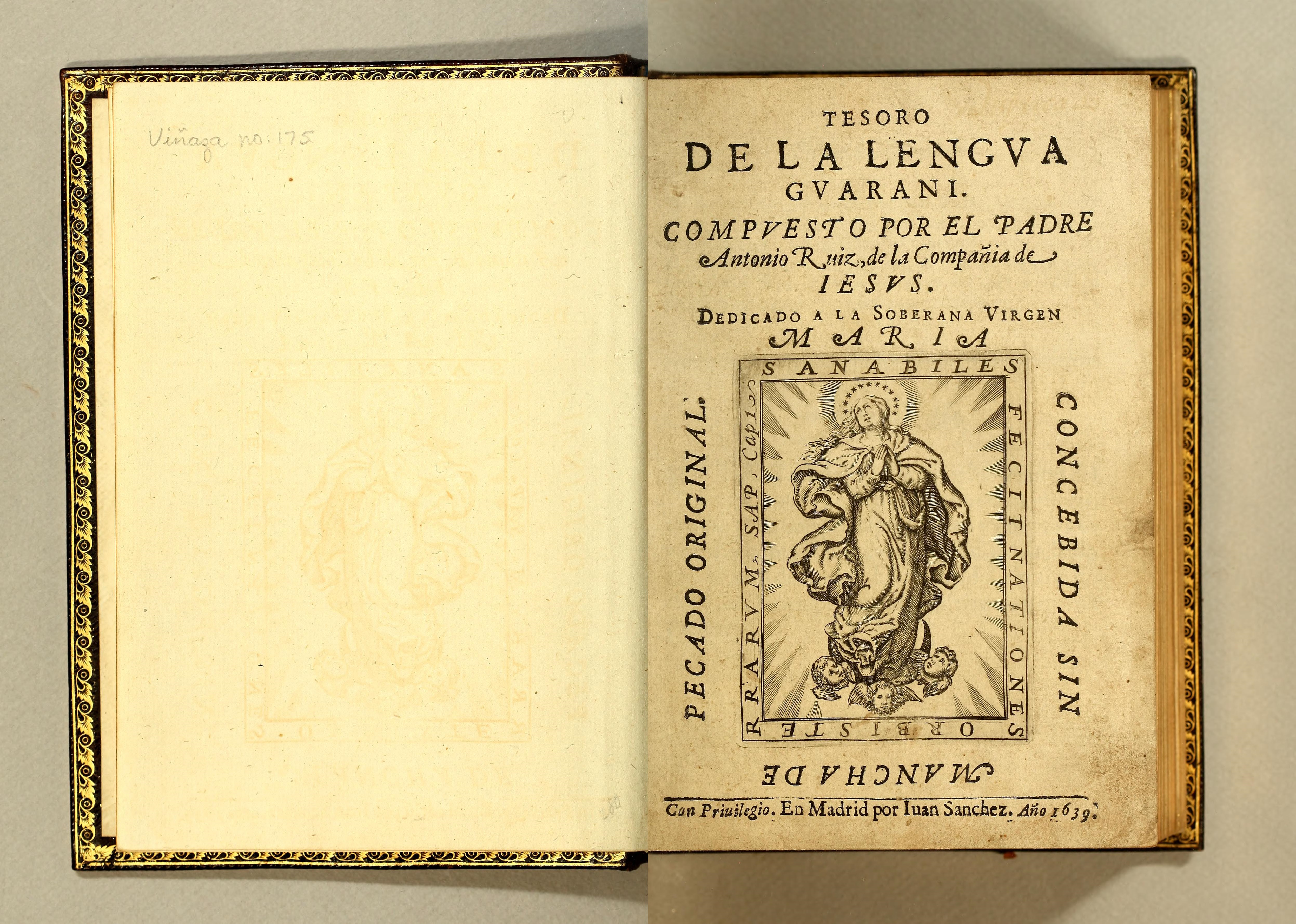
Tesoro de la Lengua Guaraní, 1639, escrito pelo jesuíta peruano Antonio Ruiz de Montoya. Foi o primeiro dicionário guarani-espanhol.